# Clathrosporium compactum
Clathrosporium compactum är en svampart som beskrevs av Hennebert 1999. Clathrosporium compactum ingår i släktet Clathrosporium, ordningen disksvampar, klassen Leotiomycetes, divisionen sporsäcksvampar och riket svampar.   Inga underarter finns listade i Catalogue of Life.